# Via Guglielmo degli Adelardi
Via Guglielmo degli Adelardi, o anche Via degli Adelardi (anticamente Via Gorgadello), si trova nel centro storico di Ferrara accanto alla Cattedrale di San Giorgio.

## Storia
Nel 1135 venne edificata la nuova cattedrale di San Giorgio che sostituiva la precedente basilica cittadina di San Giorgio fuori le mura. Con l'edificazione del duomo si creò al suo fianco sud una grande piazza ancora presente, mentre a nord sorse un nuovo piccolo quartiere, chiamato borgo nuovo ed il fossato di scolo che si trovava tra le nuove abitazioni e l'edificio religioso divenne una nuova via cittadina: Via Gorgadello.

### Via Gorgadello
Il primo nome dato alla via deriva dalla situazione che fu presente in città almeno sino al 1425, quando l'acqua di origine pluviale o raccolta in depositi superficiali poteva scorrere liberamente lungo le vie creando spesso piccoli gorghi. L'acqua confluiva poi negli scorsuri (fossi accanto alle strade) i quali a loro volta la facevano arrivare al Po, che al tempo aveva un alveo principale diverso.
A metà circa di via Gorgadello si apriva una piccola piazzetta, il Cortilazzo, che per un certo periodo fu utilizzata come cimitero. Sempre in questa via, sin dal XVI secolo, si trova un'osteria che fu celebre per il suo vino e ricordata da Ludovico Ariosto e da Ercole Bentivoglio.

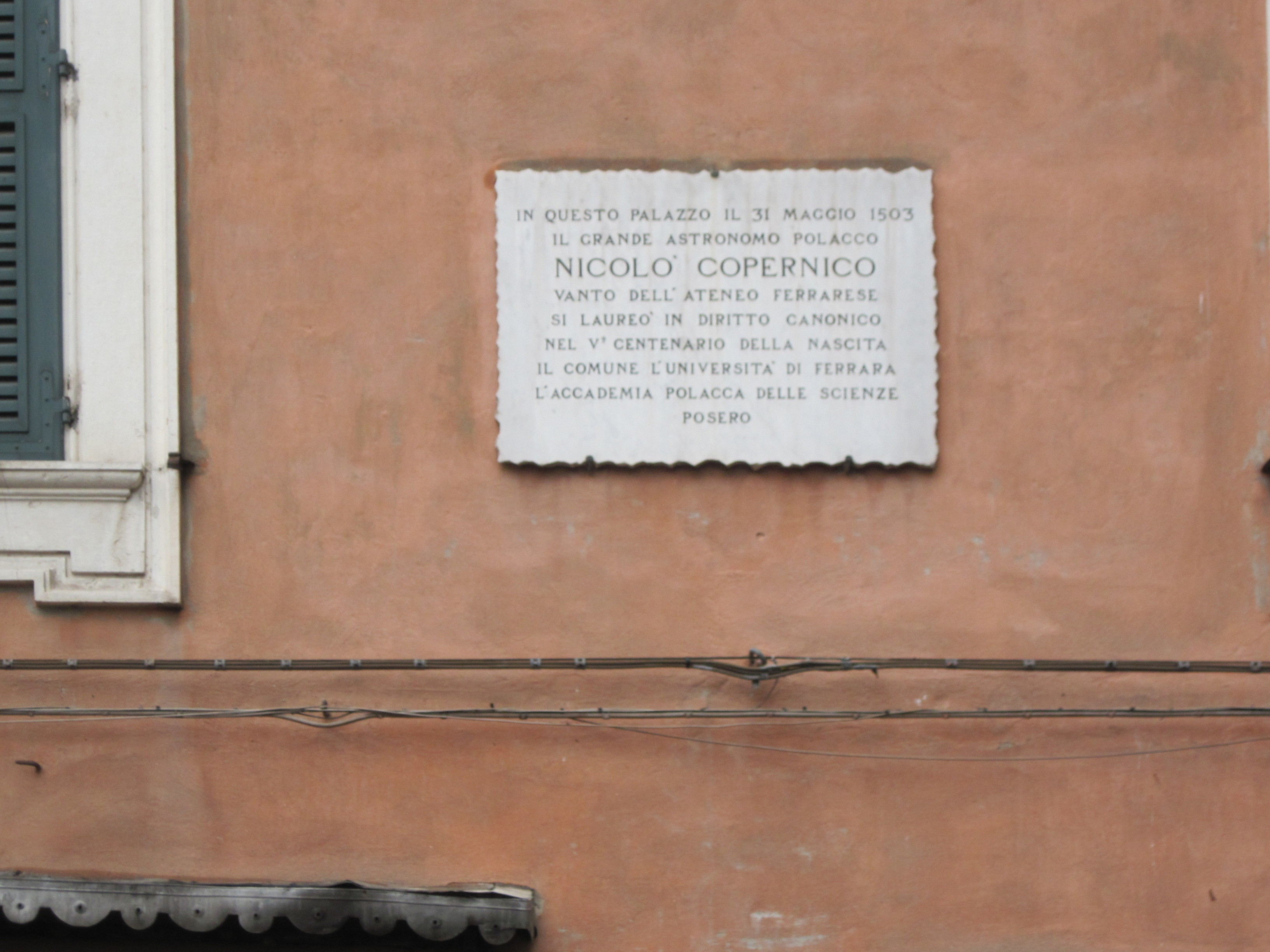
Lapide che ricorda Niccolò Copernico sul Palazzo Arcivescovile

### Via degli Adelardi
In tempi moderni l'abside della Cattedrale, adiacente alla via, subì notevoli danni in seguito a bombardamenti e in occasione dei lavori per la sua ricistruzione venne edificata anche una nuova sacrestia. Nel piano interrato della sacrestia si trova un'antica tomba in mattoni coperta da una lastra di marmo che probabilmente rimane dall'antico cimitero nella zona del Cortilazzo. Nel 1973 fece sosta in un locale della via il cardinale Karol Wojtyla nella ricerca dei luoghi dove aveva vissuto Niccolò Copernico.